# Filatelie van A tot Z

## A
aangetekende zending - aankomststempel - aantekenstrook - Abklatsch - accordeonplooi - aerofilatelie - aerogram - Amphilex - andreaskruis - antwoordnummer - Arabische gom - Audrey Hepburn-postzegel - Austria Netto Katalog

## B
baarfrankering - ballonpost - Bazeler duif - belastingzegel - Belgische postzegels - bestellersstempel - Blue Band-stempel - brandkastzegel - brandstempel - briefkaart - briefkaart met betaald antwoord - briefstuk - brugpaar - bundelwaar

## C
catalogus - cataloguswaarde - James Chalmers - CEPT - cinderella - cijferzegel - Curtiss Jenny kopstaand

## D
dagbladzegel - Daguin machine - DAVO - De La Rue - decemberzegel - dienstzegel - dienstzegel Armenwet - doorgangsstempel - doorloper - drukwerkrolstempel - dwangtoeslagzegel

## E
eerste emissie - eerste emissie Nederland - eerste emissie België - eerstedagenvelop - enkelvoudige frankering - Joh. Enschedé - Eofilatelie - essay - expressepost - Europazegel

## F
Fédération Internationale de Philatélie - Philipp von Ferrary - filatelie - Filatelie (maandblad) - filatelieloket - filatelist - filatelistisch maakwerk - filatelistische frankering - fiscale zegel - François Fournier - Frama - frankeergeldigheid - frankeermachine - frankeerwaarde - frankering - Sigmund Friedl

## G
Gele dom - Gelegenheidszegel - gemeenschappelijke emissie - gemengde frankering - gepersonaliseerde postzegel - Germania (postzegel) - Gouda-zegels - grill - Gutter-paar

## H
haltestempel - Heydrichblok - Rowland Hill - hoekletters - hoekroltanding - hologramzegel

## I
ijspostvlucht - internationale antwoordcoupon - insteekboek - interneringszegel

## J
Jul-zegels

## K
kamtanding - kantonnale zegel - katapultpost - kerstzegel - kilowaar - kinderbedankkaart - kinderpostzegel - KIX-code - kleinrondstempel - klemstrook - Lovrenc Košir - krantenzegel - kurkstempel Sint Willebrord

## L
langlopende postzegel - Larens Provisorium - legioenzegel - lijntanding - Lijst van personen op Belgische postzegels - luchtpostblad - luchtpostbriefkaart - luchtpostetiket - luchtpostzegel

## M
mancolijst - marcofilie - maximumkaart - Michel-catalogus - Jean-Baptiste Moens - Mulready couvert

## N
Nederlandse Bond van Filatelisten-Verenigingen - Nederlandse Vereniging van Poststukken- en Poststempelverzamelaars - niet-uitgegeven postzegel - noodbriefkaart - nooduitgifte - Notopfer Berlin - NVPH-catalogus

## O
Officiële Belgische Postzegelcatalogus - omnibusserie - ontwaarding - opruimingsuitgifte

## P
pakketzegel - paquebotstempel - Pattist-zegel - Penny Black - Penny Red - penvernietiging - Perfin - perforatie - pergamijn - pincet - plaatfout - plaatnummer - plaatreconstructie - plakker - Port betaald - portvrijdom - portvrijdomzegel - portzegel - Postzegels van de Onafhankelijke Congostaat - postaal etiket - postaal gebruikt - postbewijszegel - postblad - postbode - postcode - overzicht postcodes - poste restante - Postfaerge - postfris - postfris gestempeld - postkantoor - postmuseum - postoorlog - postpakket - postpakketzegel - postpakketverrekenzegel - poststempel - poststuk - posttarieven in Nederland - postwaardestuk - Postwet 1850 - postzegel - postzegel afweken - postzegel met tab - postzegelalbum - postzegelbeurs - postzegelblad - postzegelboekje - postzegelemissie - postzegelhandel - postzegelontwerper - postzegelveiling - postzegelverzamelaar - postzegelverzameling - priority - Pro Patria (Zwitserland) - Alfred Potiquet - propellerstempel - puntstempel

## R
raketpost - Reichsabgabe - rembours - restantenafstempeling - RIS-opdruk - roltanding - rolzegel - rondzendboekje - rondzendverkeer - Rowland Hill

## S
Sachsendreier - schadelijke uitgifte - Schwarzer Einser - Seebeck-uitgifte - specimen - Jean de Sperati - sperwaarde - spoorwegbriefkaart - spoorwegdienstzegel - spoorwegstempel - spoorwegzegel - Stanley Gibbons - stationspostkantoor - stockboek

## T
tandingmeter - tbc-zegel - telefoonzegel - telegramzegel - tentoonstelling - tentoonstellingszegel - tête-bêche - thematische filatelie - Thurn und Taxis - treinbrief - treinbriefzegel - treinstempel - toeslagzegel - tropische gom - typografische vernietiging

## U
UNTEA-zegel

## V
veerbootzegel - veldpost - velrand - verhuiskaart - voorafstempeling - voordruk-album - voorloper

## W
Pieter Waller - A.J. Warren - watermerk - watermerkzoeker - welwillendheidsstempel - Wendensche Kreispost - Wereldpostunie - Wohlfahrtsmarke

## Y
Yvert et Tellier

## Z
Zegeldrukkerij van Mechelen - zelfklevende postzegel - zemstvo - zeppelinpost - zomerzegel - zondagpost - zondagstrookje - Zumstein